# Molophilus (Promolophilus) avernus
Molophilus (Promolophilus) avernus is een tweevleugelige uit de familie steltmuggen (Limoniidae). De soort komt voor in het Oriëntaals gebied.